# Silnik hydrostatyczny obrotowy
Silnik hydrostatyczny obrotowy – silnik hydrostatyczny, którego element roboczy wykonuje ruch obrotowy. Silniki hydrostatyczne obrotowe mogą mieć różne konstrukcje lecz każdy jest w niewielki sposób zmodyfikowaną pompą:
- silnik wielotłoczkowy – zobacz pompa wielotłoczkowa; Silnik tłokowy;
- silnik zębaty – zobacz pompa zębata;
- silnik łopatkowy – zobacz pompa łopatkowa;